# 한인애국당
한인애국당은 1931년 중국 상하이[上海]에서 조직된 대한민국 임시 정부 내의 정당이다. 김구의 주도로 만들어져 항일과 독립을 목표로 하였으며 한인애국단과 긴밀한 관계에 있었다.